# Wim Koumans
Willem Pieter Cornelis Koumans (Delft, 29 april 1901 - Utrecht, 12 augustus 1978) was een Nederlandse kweker, en verzetsstrijder in de Tweede Wereldoorlog. Zijn huis functioneerde als doorgangshuis voor joodse onderduikers.

## Levensloop
Koumans woonde op het moment dat de Tweede Wereldoorlog uitbrak aan de Sterkenburgerlaan 6 in Doorn. Hij had daar een kwekerij en camping onder de naam Camping Koumans. Tegenwoordig draagt de camping de naam Boschlust.
Koumans huis functioneerde als doorgangshuis voor joodse onderduikers. Hij had onder een composthoop een schuilplaats ingericht en drie kippenhokken in het bos ingericht als vakantiehuisje. Ook konden de onderduikers tijdelijk in de kassen worden ondergebracht. De eerste joden arriveerden in de zomer van 1942. Zij werden meestal door Arend Arie van den Tol uit Amsterdam opgehaald. Deze leverde de joden af bij Koumans zwager Kees Ninaber van Eijben die in Driebergen woonde. Ninaber van Eijben zette hen op de tram richting Doorn waar Koumans hen ophaalde bij de halte aan de Sterkerburgerlaan
Een geschat aantal van zo'n tweehonderd joden verbleven korte of langere tijd bij het gezin-Koumans. Op 10 juli 1944 volgde er een inval door de Duitsers. Daarbij werd het zevenjarige zoontje van Koumans van de trap gegooid omdat hij aangezien werd voor een jood. Een arrestant wist te ontsnappen door dwars door het raam te springen. Hij waarschuwde een aantal anderen die op het land werkzaam waren en zo ook ontkwamen. Koumans en een aantal joodse onderduikers werden gearresteerd. Slechts een jongetje van veertien overleefde de oorlog.
Koumans zelf kwam in Kamp Vught terecht waar hij zijn zwager Kees Ninaber van Eijben weer tegenkwam. Beide mannen werden bij de ontruiming van het kamp op transport gezet naar Sachsenhausen. Ninaber van Eijben werd overgebracht naar Bergen-Belsen waar hij in maart 1945 overleed. Koumans bleef in Sachsenhausen tot het kamp in april 1945 werd ontruimd. Er volgde en dodentocht naar Schwerin, in de richting van de Amerikanen. Iets meer dan de helft van de gevangen overleefde de vijf dagen durende tocht. Koumans was een van hen. Via Brussel en Arnhem keerde hij op 10 juni 1945 terug in Doorn.

## Persoonlijk
Koumans was getrouwd met Anna Ninaber van Eijben (1895-1973). Samen kregen zij meerdere kinderen.